# Lucifer de Cagliari
Pour les articles homonymes, voir Lucifer (homonymie) et Luciférisme (homonymie).
Lucifer de Cagliari (en latin : Lucifer Calaritanus), mort à Cagliari en 370 ou 371, est un évêque de Cagliari en Sardaigne, sans doute de 354 à sa mort. Reconnu saint par l'Église catholique, il est fêté le 20 mai.

## Biographie
Lucifer de Cagliari est connu pour avoir défendu strictement la foi du premier concile de Nicée et s'être opposé très fermement à l'arianisme en refusant le pardon aux ariens.
Il apparaît pour la première fois en 354 en tant que membre d'une légation papale à la cour de l'empereur romain Constance II à Arles, dont la mission était de travailler à la convocation d'un concile sur ordre du pape Libère. En tant que légat du pape au concile de Milan (it) en 355, il s'est révélé être un défenseur inébranlable de la confession de foi nicéenne. Il refusa de signer la condamnation d'Athanase voulue par Constantin, ce qui lui valut d'être exilé en Syrie, puis en Palestine et enfin en Égypte.
Il fut donc à l'origine du schisme dit « luciférien », un courant religieux d'obédience chrétienne, considéré comme sectaire et datant de la fin du IVe siècle. Lucifer, qui avait connu de nombreux problèmes avec les ariens (un courant schismatique de l'Église primitive), jusqu'à être condamné à l'exil, a manifesté une attitude intransigeante à l'égard des personnes qui avaient abandonné la foi arienne pour se convertir au catholicisme.
Athanase d'Alexandrie a condamné cette sévérité excessive, et en 362, il assembla le concile d'Alexandrie, auquel assistaient Eusèbe de Verceil, de retour de son bannissement de la Thébaïde, et Astérios de Pétra. Ce synode condamna ceux qui niaient la divinité de l'Esprit Saint, et il fut décrété que les auteurs de l'hérésie arienne devaient être déposés, et sous réserve de leur repentance, recevoir seulement la communion laïque ; mais que les prélats qui n'y étaient tombés que par compulsion, et pour une courte durée, devaient sous réserve de leur repentance, conserver leurs diocèses.
Sa position et celle de ses fidèles s'opposait nettement à l'entrée des ariens convertis au sein de l'Église. Ce courant a essaimé en Sardaigne, en Espagne, en Allemagne et en Palestine, mais il connut malgré tout peu de succès, si bien qu'à la fin du Ve siècle, il avait déjà disparu.

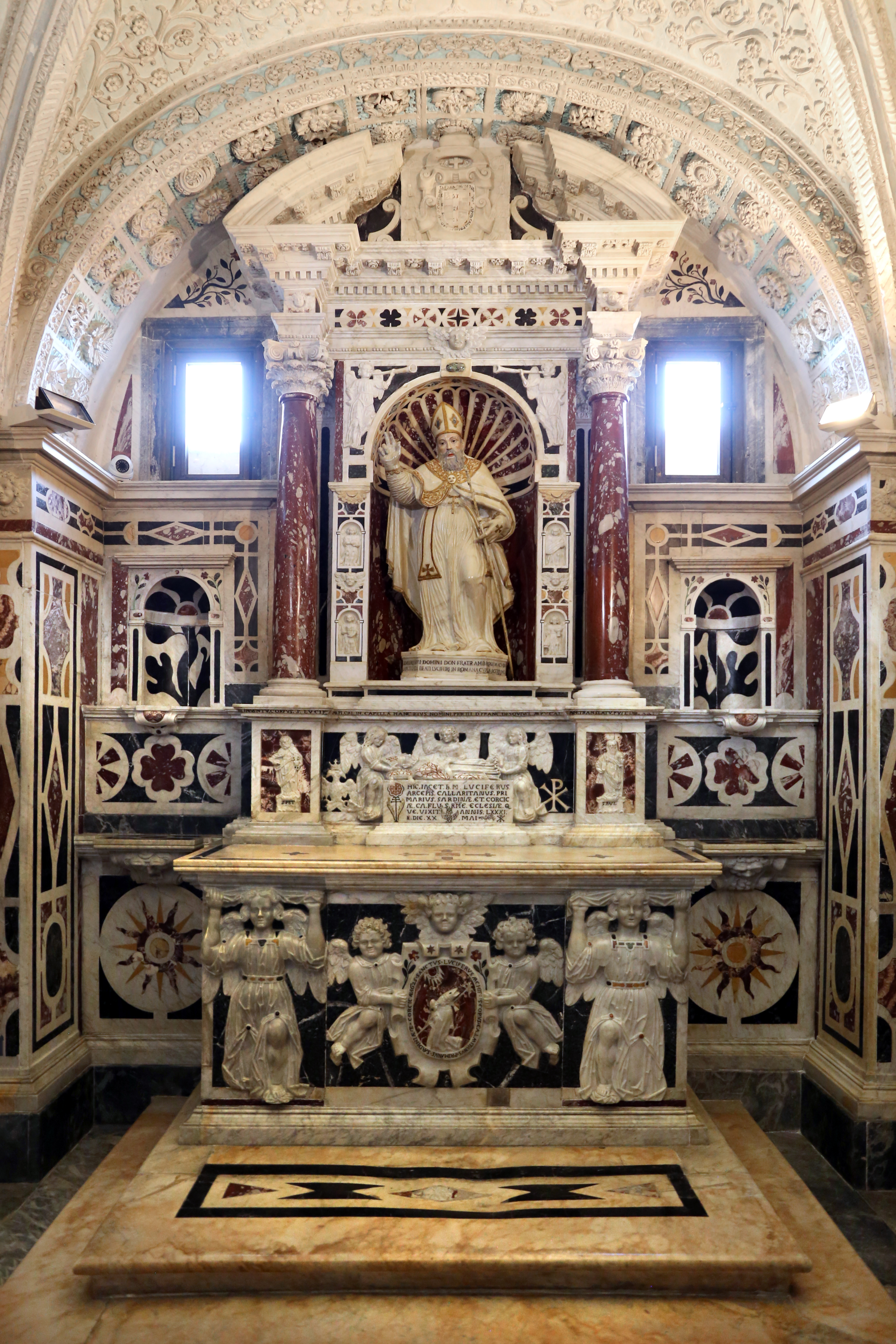
La chapelle Saint Lucifer dans la crypte de la cathédrale de Cagliari.

## Postérité
Lors de la recherche des corps des martyrs de Cagliari, commandée par l'archevêque d'origine espagnol Francisco Desquivel (it) au XVIIe siècle, on a tenté de retrouver le corps de Lucifer dans les environs de la basilique Saint-Saturnin (San Saturnino). C'est là qu'en 1623, une plaque de marbre a été mise au jour, sur laquelle étaient gravés son nom en tant qu'évêque. On a également découvert une tombe contenant des ossements humains et une petite plaque de pierre gravée : A. Llucifer Epp. Les reliques ont été transportées dans le sanctuaire des Martyrs (it) dans la crypte de la cathédrale Sainte-Marie de Cagliari le 24 juin 1623.
Plus tard, une chapelle en son honneur a été aménagée. Sous la table de l'autel se trouve l'urne dans laquelle reposent ses reliques. Devant l'autel de saint Lucifer se trouve un mausolée en marbre blanc à la mémoire de Marie-Joséphine de Savoie, épouse du futur roi Louis XVIII.